# Phelsuma madagascariensis
Il geco diurno del Madagascar (Phelsuma madagascariensis (Gray, 1831)) è un piccolo sauro della famiglia Gekkonidae, endemico del Madagascar orientale.

## Descrizione
Questo sauro dal corpo tarchiato, lungo 22–23 cm, è uno dei più grandi gechi verdi diurni. I maschi hanno un rigonfiamento alla base della coda e le femmine sessualmente mature dei depositi di calcio visibili attraverso la pelle della gola.

## Biologia
Abita i tronchi degli alberi e i muri e di frequente sosta su pareti verticali (spesso a testa in giù) afferrandosi con i cuscinetti digitali. Se riesce a sfuggire agli uccelli, può vivere anche più di 10 anni. I gechi diurni del Madagascar vivono in gruppi, ciascuno su un unico albero dove le femmine spesso depongono le uova in un sito comune.

## Distribuzione e habitat
La specie è abbastanza comune in tutto il Madagascar orientale, dal livello del mare sino a 1.000 m di altitudine.

Il suo habitat tipico è la foresta pluviale ma si adatta a vivere anche in contesti antropizzati (centri urbani, piantagioni).

## Tassonomia
Sono note due sottospecie:
- P. madagascariensis madagascariensis
- P. madagascariensis boehmei

Le sottospecie P. madagascariensis kochi e P. madagascariensis grandis sono state elevate al rango di specie a sé stanti (rispettivamente P. kochi e P. grandis).

## Conservazione
La IUCN Red List classifica P. madagascariensis come specie a basso rischio (Least Concern).
La specie è inserita nell'Appendice II della Convention on International Trade of Endangered Species (CITES).